# 大井浩一
大井浩一（おおい こういち、1962年- ）は、日本のジャーナリスト、毎日新聞記者。

## 人物・来歴
大阪市生まれ。早稲田大学政治経済学部政治学科卒。1987年毎日新聞社に入社。96年から学芸部で文学、論壇などを担当。学芸部編集委員。

## 著書
- 『メディアは知識人をどう使ったか 戦後「論壇」の出発』勁草書房, 2004.2
- 『六〇年安保 メディアにあらわれたイメージ闘争』勁草書房, 2010.5
- 『批評の熱度 体験的吉本隆明論』勁草書房, 2017.1
- 『大岡信　架橋する詩人』岩波新書、2021.7
- 『村上春樹をめぐるメモらんだむ　2019-2021』毎日新聞出版,2021.9
- 『2100年へのパラダイム・シフト 日本の代表的知性50人が、世界/日本の大変動を見通す』広井良典共編. 作品社, 2017.3